# E-Fullfilment
E-fullfilment es una expresión anglosajona que designa la parte de la logística del comercio electrónico en cualquiera de sus vertientes. Completa el servicio que pueden dar las empresas de Internet que se dedican a realizar ventas electrónicas. 
Por e-fulfillment se entiende la prestación del servicio completo de venta, gestión logística de pedidos y entrega a domicilio. Es la parte crucial del comercio electrónico pues permite completar la compraventa y maximizar la satisfacción del usuario final.
- Datos: Q5816032